# Serial Cynic
Serial Cynic var ett svenskt rockband, bildat i Lund 1995 av Anna Wagner (bas, sång), Malin Olsen (trummor, sång) och Malin Franzén (gitarr, sång). Bandet var starkt influerat av amerikanska rockband som Shellac, Today Is the Day, Jesus Lizard med flera.
Gruppen skivdebuterade med EP:n The Official Blow-Up (7" Layer Recordings 1997, följd av EP:n Oh Joy. Oh Rapture., utgiven 1998 på skivbolaget Startracks. Albumdebuten skedde med 1999 års Manifesto Pessimisto, även den på Startracks.
Gruppen upplöstes 2000. Wagner gick vidare till Pets or Food, The OhNos och Dead Sleep. Olsen till The OhNos, och Franzén till Nedtur och Backlinjen. 

## Medlemmar
- Anna Wagner - bas, sång
- Malin Olsen - trummor, sång
- Malin Franzén - gitarr, sång

## Diskografi

### Album
- 1999 - Manifesto Pessimisto

### EP
- 1997 - The Official Blow-Up
- 1998 - Oh Joy. Oh Rapture.

### Fotnoter
1. 1 2  ”Serial Cynic”. Startracks. Arkiverad från originalet den 29 maj 2014. https://web.archive.org/web/20140529025735/http://www.startracks.se/artists.asp?ID=8. Läst 3 mars 2012.
2. ↑  ”Serial Cynic”. Discogs.com. http://www.discogs.com/artist/Serial+Cynic. Läst 3 mars 2012.